# Penicilamina
La penicilamina, producto de degradación de la penicilina, es un fármaco sin actividad antimicrobiana, a la cual se le ha encontrado acciones de tipo quelante y antiinflamatorio en algunas formas de artritis. Estructuralemente se relaciona con el aminoácido cisteína, por lo que se la conoce como β, β-dimetilcisteína.[cita requerida]

## Mecanismo de Acción
Aunque no es completamente claro su mecanismo de acción, el fármaco modula el sistema inmune previniendo el daño articular por radicales libres, pudiendo inhibir el entrecruzamiento del colágeno.[cita requerida]

## Indicaciones
Se usa principalmente en el tratamiento de la Artritis reumatoide juvenil, Enfermedad de Wilson, Intoxicaciones por plomo, por cobre en envenenamiento por mercurio, e arsénico y talio.[cita requerida]

## Efectos adversos
Reacciones de hipersensibilidad: rash, prurito, fiebre, hematuria, anticuerpos antinucleares (ANAS) y proteinuria, leucopenia, trombocitopenia, anemia hemolítica, agranulocitosis, hepatitis y pancreatitis, anorexia, náusea, disgeusia, vómito y dolor epigástrico. Puede ocasionar pénfigo, lupus y miastenia gravis.
Los requerimientos de piridoxina se incrementan y pueden llegar a requerir suplementación.[cita requerida]

## Dosis
10 mg /k/día. Se inicia en dosis ascendentes desde 250 mg/día hasta 1000 mg/día.